# Sint-Damiaankerk
De Sint-Damiaankerk is de parochiekerk van de tot de Vlaams-Brabantse gemeente Tremelo behorende plaats Ninde, gelegen aan de Pater Damiaanstraat 35.

## Geschiedenis
In 1910 werd een neogotische kloosterkapel gebouwd met een halfrond koor. In 1960 werd deze kerk verheven tot parochiekerk, gewijd aan Sint-Jozef Arbeider. In 1995 werd hij gewijd aan de zalige Pater Damiaan. In 2009 werd Damiaan heilig verklaard. Vanaf 2010 heette de kerk dus: Sint-Damiaan van Molokaikerk.

## Interieur
Oscar De Clerck vervaardigde de kruiswegstaties. Rafael Gorsen schilderde De Barmhartigheid in 1994. Het 2 meter hoge Damiaanbeeld, vervaardigd door Aloïs De Beule, bevindt zich nabij het hoofdaltaar. Het werd tentoongesteld op de Wereldtentoonstelling van 1935 te Brussel.